# Hemmeerpolder
Het waterschap De Hemmeerpolder was een waterschap in de Nederlandse provincie Zuid-Holland, in de gemeente Warmond.
Het waterschap was in 1959 ontstaan uit:
- De Simonspolder
- De Verenigde Hof-, Groot- en Kleine Hemmeerpolder